# حمى الليل (أغنية)

حمى الليل (بالإنجليزية: Night Fever) أغنية كتبها وأداها الفريق الموسيقي الغنائي «البي جيز». ظهرت لأول مرة ضمن الموسيقى التصويرية لفيلم «حمى ليلة السبت»، أراد المنتج روبرت ستيجوود تسمية الفيلم «ليلة السبت»، لكن عضو الفريق المغني روبن جيب أعرب عن تردده في العنوان. أحب ستيجوود عنوان «حمى الليل»، لكنه كان حذرًا من تسويق فيلم بهذا الاسم. ظهرت الأغنية على قوائم البيلبورد  بينما ظلت الأغنيتان «كم هو حبك عميق How deep is your love»
و«إبق حيًا Stayin' alive»، من نفس الفيلم، في المراكز العشرة الأولى.
ظهرت «حمى الليل» أول ما ظهرت في المركز 76 على قائمة بيلبورد، ثم قفزت إلى المركز 32، واستمرت في الصعود إلى ان أحتلت المركز الأول لمدة ثمانية أسابيع، كما أنها أمضت في المراكز العشر الأولى 13 أسبوعًا. في الأسابيع الخمسة الأولى التي أحتلت فيها أغنية «حمى الليل» المركز الأول، كانت أغنية الفريق «إبق حيًا» في المركز الثاني.

## الإلهام والكتابة
استلهمت مقدمة الأغنية من معزوفة موسيقية تحت عنوان «مكان صيفي A Summer Place» ظهرت في فيلم يحمل نفس العنوان عام 1959، من تلحين الموسيقار ماك ديسكانت، ونالت شهرة كبيرة مع نسخة للمايسترو بيرسي فيث. كان «بلو ويفر» عازف لوحة المفاتيح (الكيبورد)، الذي يصاحب فريق البي جيز في تسجيلاتهم، يقوم ببعض التجارب الموسيقية ويعزف توزيعات من لحن «مكان صيفي»، ويقول: «كنت أرغب دائمًا في عمل نسخة ديسكو من معزوفة «مكان صيفي»، أو شيء من هذا القبيل، حقق اللحن نجاحًا كبيرًا في الستينيات، كنت ألعب ذلك، فقال باري،» ما هذا؟«وقلت» جزء من مكان صيفي«، فقال باري» لا، ليست كذلك«، إنها شيء جديد»، ثم أكمل باري جيب وروبن جيب وموريس جيب كلمات الأغنية وهم جالسين على الدرج.

## التسجيل
بدأ فريق البي جيز تسجيل هذه الأغنية بحلول أبريل 1977 في فرنسا وانتهى منها في سبتمبر من نفس العام. كان لدى الفريق الافتتاحية والإيقاع، وعادة ما يربتون على أرجلهم لإعداد إيقاع الأغنية عند غنائها لأول مرة. قال الموسيقي البهي جالوتين: "تم وضع جزء البيانو الكهربائي قبل جيتار الباس، ثم أجزاء الجيتار الرئيسي، فتكونت لديهم الأصوات، لكنهم احتاجوا إلى شيء يهز كل هذا، لذلك استخدموا صوت الرعد. وفقا لمجلة البيلبورد: "للأغنية إيقاع ديسكو يقفز بك، وغناء رئيسي ناعم من طبقة الفولسيتو".

## طاقم العزف والتسجيل
باري جيب: غناء رئيسي وغناء مساند وجيتار إيقاعي
روبن جيب: غناء رئيسي وغناء مساند
موريس جيب: جيتار باس وغناء مساند
آلان كيندال: جيتار رئيسي
دينيس بريون: طبول
بلو ويفر: بيانو كهربائي (فندر رودز) ومازج الأوتار

## كلمات الأغنية
استمع إلى الأرض Listen to the ground
هناك حركة في كل مكان There is movement all around
هناك شيء ما يحدث There is something goin' down
ويمكنني أن أشعر به And I can feel it
على موجات الهواء On the waves of the air
هناك رقصة There is dancin' out there
إذا كان هناك شيء يمكننا مشاركته If it's somethin' we can share
سوف نستولى عليه We can steal it
امرأة المدينة الجميلة And that sweet city woman
إنها تتحرك عبر الضوء She moves through the light
تسيطر على عقلي وروحي Controlling my mind and my soul
عندما تأتي إلي When you reach out for me
نعم، إن إحساسي صادق Yeah, and the feelin' is right
ثم أصاب بحمى الليل، حمى الليل Then I get night fever, night fever
نحن نعرف كيف نفعل ذلك We know how to do it
أعطني حمى الليل تلك، حمى الليل Gimme that night fever, night fever
نحن نعرف كيف نظهر ذلك We know how to show it
ها أنا ذا Here I am
أصلى كى تدوم هذه اللحظة Prayin' for this moment to last
أحيا على الموسيقى الجميلة Livin' on the music so fine
تحملها الريح Borne on the wind
أجعلها ملكي Makin' it mine
حمى الليل، حمى الليل Night fever, night fever
نحن نعرف كيف نفعل ذلك We know how to do it
أعطني حمى الليل تلك، حمى الليل Gimme that night fever, night fever
نحن نعرف كيف نظهر ذلك We know how to show it
في حرارة حبنا In the heat of our love
لا نحتاج أي مساعدة لنحقق ذلك Don't need no help for us to make it
أعطني فقط ما يكفي لنستمر للصباح Gimme just enough to take us to the mornin
عقلي يشتعل نارًا I got fire in my mind
خطواتي تزداد إرتفاعًا I get higher in my walkin
وأنا أتوهج في الظلام And I'm glowin' in the dark
أنا أحذرك I give you warnin

## وصلات خارجية
https://www.youtube.com/watch?v=SkypZuY6ZvA حمى الليل (أغنية)
https://www.superseventies.com/1978_1singles.html حمى الليل (أغنية)
https://www.songfacts.com/facts/bee-gees/night-fever حمى الليل (أغنية)